# 문은아
문은아는 대한민국의 텔레비전 드라마 작가이다. 1999년 KBS에서 주최한 제12회 TV드라마 극본 공모에서 《6번 마네킹, 영희》가 가작으로 선정되며 데뷔하였다.

## 집필 작품

### 텔레비전 드라마
| 연도      | 제목                               | 방송사 | 유형 | 연출          | 비고 |
| --------- | ---------------------------------- | ------ | ---- | ------------- | ---- |
| 1999      | 일요베스트 - 6번 마네킨, 영희      | KBS2   | 단막 |               |      |
| 1999      | 일요베스트 - 도시형 버스           | KBS2   | 단막 |               |      |
| 2000      | 드라마시티 - 동시상영              | KBS2   | 단막 | 김명욱        |      |
| 2003      | 드라마시티 - 쥐덫                  | KBS2   | 단막 | 김명욱        |      |
| 2005      | 그녀가 돌아왔다                    | KBS2   | 월화 | 김명욱 이진서 |      |
| 2006      | 드라마시티 - 쇼킹 LOVE             | KBS2   | 단막 | 이민홍        |      |
| 2006      | 드라마시티 - 나를 미치게 하는 그녀 | KBS2   | 단막 | 이민홍        |      |
| 2006-2007 | 아줌마가 간다                      | KBS2   | 아침 | 김명욱        |      |
| 2008-2009 | 너는 내 운명                       | KBS1   | 일일 | 김명욱        |      |
| 2010-2011 | 웃어라 동해야                      | KBS1   | 일일 | 김명욱 모완일 |      |
| 2012-2013 | 내 사랑 나비부인                   | SBS    | 주말 | 이창민        |      |
| 2017      | 이름 없는 여자                     | KBS2   | 일일 | 김명욱        |      |
| 2019      | 왼손잡이 아내                      | KBS2   | 일일 | 김명욱        |      |

## 수상 경력
- 1999년 제12회 KBS TV드라마 극본 공모 가작 - 《6번 마네킹, 영희》